# Albert (Kansas)
Agra es una ciudad ubicada en el condado de Barton en el estado estadounidense de Kansas. En el año 2010 tenía una población de 175 habitantes y una densidad poblacional de 291,67 personas por km².

## Geografía
Albert se encuentra ubicada en las coordenadas 38°27′11″N 99°0′45″O / 38.45306, -99.01250 (38.453153, -99.012461).

## Demografía
Según la Oficina del Censo en 2000 los ingresos medios por hogar en la localidad eran de $27,250 y los ingresos medios por familia eran $44,792. Los hombres tenían unos ingresos medios de $30,250 frente a los $22,083  para las mujeres. La renta per cápita para la localidad era de $15,948. Alrededor del 4.1% de la población estaban por debajo del umbral de pobreza.